# Сансом Парк (Тексас)
Сансом Парк (енгл. Sansom Park) град је у америчкој савезној држави Тексас. По попису становништва из 2010. у њему је живело 4.686 становника.

## Демографија
Према попису становништва из 2010. у граду је живело 4.686 становника, што је 505 (12,1%) становника више него 2000. године.
| Група             | 2000.         | 2010.         |
| Белци             | 2.889 (69,1%) | 1.967 (42,0%) |
| Афроамериканци    | 18 (0,4%)     | 63 (1,3%)     |
| Азијати           | 24 (0,6%)     | 34 (0,7%)     |
| Хиспаноамериканци | 1.180 (28,2%) | 2.563 (54,7%) |
| Укупно            | 4.181         | 4.686         |